# Jean-Philippe Cassan
Pour les articles homonymes, voir Cassan.
Pas d'image ? Cliquez ici

a Compétitions nationales et continentales officielles uniquement.

Dernière mise à jour le 28 février 2023.
Jean-Philippe Cassan, né le 27 février 1989 à Aurillac (Cantal), est un joueur français de rugby à XV évoluant au poste de centre au sein du Stade aurillacois durant l'intégralité de sa carrière de 2008 à 2021.

## Biographie
Jean-Philippe Cassan naît à Aurillac dans le Cantal.
Dans sa jeunesse, il commence tout d'abord par jouer au football à Jussac, il découvre ensuite le rugby par l'intermédiaire d'un ami à lui qui lui propose d'essayer ce sport au sein du Racing club de Saint-Cernin. Il rejoint ensuite le Stade aurillacois Cantal Auvergne en cadet,.
Il continue donc sa formation au Stade aurillacois, club dans lequel il fait ses débuts en professionnel en 2008 et où il évolue durant l'intégralité de sa carrière jusqu'à sa retraite sportive en 2021,. Sa carrière est notamment perturbée par des blessures,,.
En parallèle du rugby, il étudie à la Toulouse Business School où il réalise une licence en management dans le but de préparer son après carrière sportive.
En 2020, il crée une agence immobilière dans sa ville natale où il est par ailleurs pompier volontaire depuis 2015,,.